# Харонга
Харо́нга мадагаска́рская (Харо́нга, хару́нга, харунга́на) (лат. Harungāna madagascariēnsis) — вид покрытосемянных растений семейства Зверобойные (Hypericaceae), единственный представитель рода Харонга.

## Распространение
Харонга произрастает на средних или низких высотах (1000—1600 м) в вечнозелёных лесах, обычно на опушках лесов или вдоль берегов рек. Широко распространена на территории от ЮАР до Судана. Обычно это первое растение, которое появляется в лесу после его восстановления после вырубки. Харонга произрастает как в лесных регионах, так и в саванне. Родиной вида считается ЦАР, Конго, ДР Конго, Эфиопия, Кения, Лесото, Мадагаскар, Намибия, Сьерра-Леоне, ЮАР, Судан, Свазиленд, Танзания и Уганда.
Харонга — культивируемое растение, завезённое из Африки и с острова Мадагаскар. В настоящее время её культивируют в регионах Harvey Creek, Babinda и Mirriwinni в Австралии. Харонга часто встречается в прибрежных низинных тропических лесах и быстро распространяется как сорняк.

## Морфология
Харонга — небольшое кустообразное дерево, высотой обычно от 4 до 7 см, но иногда может достигать и 25 м в высоту. Ветви отходят от цилиндрического стебля. Крона золотисто-зелёная. Ствол дерева всегда раздваивается надвое. Кора бордовая с продольными вертикальными трещинами. Дерево можно очень легко идентифицировать по почти флуоресцирующей оранжевой смоле из пазух, которые образуются если отделять кору от ствола. Смола не выделяется, если листья опали или если ветви поломаны. Большая поверхность дерева покрыта звездчатыми волосками.
Цветки маленькие, примерно 5-6 мм. Двудомные. Белого или кремового цвета. Пахнут миндалём. Чашелистики усыпаны тёмно-красными или коричневыми точками. Тычинки сросшиеся в пять пучков, обычно по 2-3 тычинки в пучке. Редко можно встретить единичные не сросшиеся тычинки. Завязь пестика покрыта тёмными железистыми пятнами. Венчик и чашечка покрыты короткими волосками цвета ржавчины.
Листья супротивные, простые, яйцевидной формы. Листовые пластины 6-20 на 3-10 см. Поверхность листа глянцевая. Нижняя сторона листа покрыта звездчатыми волосками. Видно жилкование. Молодые листья хорошо заметны, так как их нижняя поверхность коричневого цвета. Верхушка листа сужающаяся. Черенок 1,5-3 см в длину.
Плоды маленькие, около 3 мм в диаметре, примерно круглой формы. Выглядят как ягоды. Плоды зеленовато-оранжевые, их цвет меняется на красный по мере созревания. Чашечка не опадает. Плоды покрыты железистыми точками и полосами. Поверхность эндокарпия твёрдая, поэтому плод сложно разрезать. Плоды не съедобны и не используются как-либо.
Семена. Семядоли широко лопатчатые, их края усыпаны тёмными эфирномасличными железами. Черешок длинный и тонкий. Семена восприимчивы к атакам насекомыми.

## Размножение
В ЮАР цветение можно наблюдать с января по апрель, а плодоношение длится до октября. В Сьерра-Леоне растение начинает цвести в мае, пик сезона цветения приходится на август и сентябрь, затем снижается к декабрю.

## Использование
Растение используется в разных целях. Например, харонга — источник древесного топлива и используется в производстве древесного угля. Древесина харонги не используется в промышленных масштабах, потому что растение редко вырастает до коммерчески значимых размеров. Однако, местные жители часто используют лёгкую древесину для изготовления подпорок при строительстве домов.

## Использование в медицине
Из растения получают красный сок. Он используется для лечения чесотки и как антигельминтное средство (против червей). В Либерии используется для лечения стригущего лишая. Листья используются для остановки кровотечений и диареи, а также как лекарство от гонореи, боли в горле, головных болей и повышенной температуры. Цветоножки облегчают колики и предотвращают различные инфекции у новорожденных. Отвар коры используется для лечения малярии и желтухи. Корни улучшают развитие молочных желез у молодых женщин. Молодые листья иногда используют для лечения астмы. В некоторых областях Западной Африки местные жители верят, что плоды харонги предотвращают кровотечения из-за своего красного сока, поэтому используются при абортах.

## Химический состав

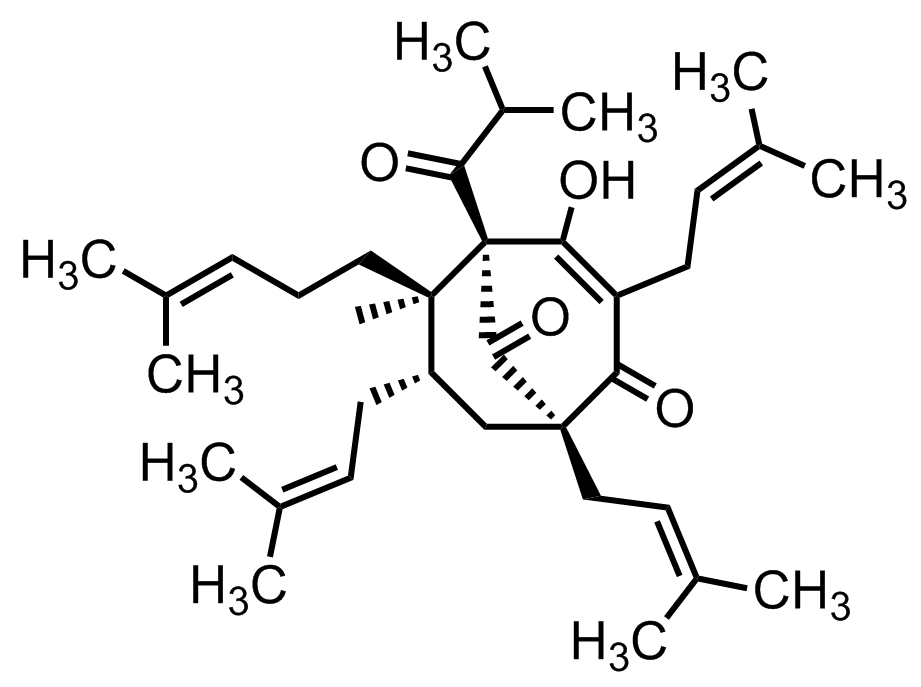
Гиперфорин

Единственный известный на сегодняшний день вид, не относящийся к роду зверобой (лат. Hypericum), в котором был обнаружен полипренилированный флороглюцинол гиперфорин.